# Hoplostelis gabrieli
Hoplostelis gabrieli är en biart som beskrevs av Urban 2001. Hoplostelis gabrieli ingår i släktet Hoplostelis och familjen buksamlarbin. Inga underarter finns listade i Catalogue of Life.